# Abdiweli Sheikh Ahmed
Abdiweli Sheikh Ahmed (in arabo عبدالولي الشيخ أحمد‎?; Bardera, 1959) è un politico somalo.
È stato Primo ministro della Somalia dal 21 dicembre 2013 al 24 dicembre 2014.

## Biografia

### Formazione
Ahmed è nato a Bardera nel 1959, nella regione di Gedo. Appartiene al clan Darod, sottoclan Marehan.
Ahmed si è laureato in Economia presso l'Università Nazionale Somala di Mogadiscio. Allo scoppio della guerra civile nel 1991, si è rifugiato in Canada, acquisendo la doppia cittadinanza somala e canadese. In Canada ha studiato al College Algonquin di Ottawa, ottenendo un diploma in programmazione informatica., quindi si è iscritto all'Università di Ottawa, ottenendo un Master in Economia, e si è candidato per il dottorato in Commercio e sviluppo internazionale presso la stessa Università.
Ahmed ha anche conseguito diversi diplomi negli Stati Uniti: in Project Management presso il Dipartimento dell'Agricoltura (USDA), in Project Planning and Appraisal presso il SIDAM, e in Gestione della salute animale presso l'USDA e l'APHIS.
Ahmed ha anche vissuto e lavorato in Etiopia, Gibuti, Egitto, Yemen, Arabia Saudita, Emirati Arabi Uniti, Zambia, Kenya e Malaysia.
Parla correntemente diverse lingue: somalo, arabo, italiano, inglese, francese.
Si è sposato e ha figli.

### Carriera professionale
Durante la sua ventennale carriera come economista si è interessato di: economia dei commerci e dello sviluppo, mobilitazione di risorse, costruzione di partnership e alleanze, negoziazione di accordi, formulazione e implementazione di strategie di sviluppo, programmi e politiche a scala nazionale o regionale.
Ahmed ha lavorato in posizione di leader presso molte organizzazioni internazionali come la Banca Mondiale, l'USAID, l'Unione Africana e l'Unione Europea.
Ha inoltre collaborato con diverse organizzazioni internazionali: Organizzazione per lo Sviluppo Agricolo della Lega araba (AOAD), agenzie specializzate dell'ONU, Commissione Economica per l'Africa, ECOWAS, Organizzazione della cooperazione islamica, IGAD, Banca Africana di Sviluppo, Consiglio di Cooperazione del Golfo, Banca Asiatica di Sviluppo, Global Dry land Alliance Initiative, Inter Agency Donor Group (IADG), OPEC, Fondi nazionali di sviluppo di Arabia Saudita, Kuwait e Qatar, e ha partecipato a molte missioni diplomatiche internazionali.
Dal 1984 al 1990, Ahmed è stato il direttore generale dell'Agenzia di Marketing e Salute del Bestiame di Mogadiscio..
Dal 1991 al 1998, è stato Capo ufficio esecutivo presso l'impresa MISK, un'azienda di esportazione di bestiame con sedi a Gibuti, Sana'a e Nairobi.
Dal 1998 al 2003 Ahmed ha lavorato come analista dello sviluppo internazionale e dei commerci presso la Banca del Canada e l'Università di Ottawa.
Dal 2003 al 2006 è stato Program Manager della Commissione per il commercio di bestiame sul Mar Rosso, facente capo all'Ufficio africano per le risorse animali (IBAR) dell'Unione Africana.
Dal 2007 al 2009 Ahmed ha operato come Consigliere sul Bestiame e Pastoralismo presso la sede del COMESA a Lusaka.
Dal 2010 al 2013, Ahmed è stato Alto ufficiale per l'agricoltura e lo sviluppo rurale presso la Banca islamica per lo sviluppo a Gedda, e membro del Dipartimento dello sviluppo agricolo e del bestiame.

### Carriera politica
Dal dicembre 2013 al dicembre 2014 Ahmed è stato Primo Ministro della Somalia, alla sua prima esperienza politica.
Come Primo Ministro, egli ha attuato molte riforme del Paese nell'ambito del processo di sviluppo successivo alla guerra civile, come lo sviluppo di un Piano d'Azione nella cornice della Vision 2016 e in linea con il New Deal Compact e gli obiettivi di pace e stabilizzazione, la messa in opera di una nuova task force e di comitati per la sicurezza, l'approvazione di una nuova legge anti-terrorismo, lo sviluppo di iniziative di stabilizzazione delle aree liberate da Al-Shabaab, il lancio di un processo di dialogo per la riconciliazione nazionale, l'apertura nella capitale somala Mogadiscio di un nuovo ufficio per l'educazione religiosa, di un'accademia Aeronautica e di un istituto meteorologico, l'esecuzione di un censimento della popolazione della Somalia (PESS) in cooperazione con il Ministero federale di Pianificazione e Cooperazione internazionale, l'approvazione di una nuova legge sui mezzi di comunicazione, la formazione di nuove commissioni ministeriali interne nel Consiglio federale dei Ministri, lo stabilimento di una commissione indipendente di cinque membri per la revisione della Costituzione federale, l'approvazione della legislazione per una nuova commissione elettorale nazionale e per una commissione per le frontiere e il federalismo.
Ahmed ha anche cercato di rafforzare la cooperazione bilaterale con gli Emirati Arabi Uniti negli ambiti della costruzione di capacità e della riabilitazione delle istituzioni governative, ha riaffermato la partecipazione delle Forze armate somale nel programma congiunto di difesa dell'Africa Orientale (EASF); per conto della Repubblica della Somalia ha ratificato tre importanti convenzioni dell'Organizzazione internazionale del lavoro, ha adottato la Convenzione internazionale sui diritti dell'infanzia e ha firmato il primo Programma Nazionale (NIP) tra Somalia e Unione europea.
Dal febbraio 2015, Ahmed è Presidente del Forum della Somalia per l'Unità e la Democrazia.